# Сикомеа, Мэдлин
Мэдлин Сикомеа (англ. Madlyn Sikomea, род. 5 сентября 1994) — соломонская хоккеистка (хоккей на траве), полевой игрок.

## Биография
Мэдлин Сикомеа родилась 5 сентября 1994 года.
Занималась хоккеем на траве в клубе «Пэррот» на Соломоновых Островах, играя на травяных и земляных полях.
В 2015 году в числе 55 хоккеисток вошла в расширенный состав впервые формируемой женской сборной Соломоновых Островов по хоккею на траве.
В 2016 году в составе женской сборной Соломоновых Островов участвовала в первом для команды международном турнире — первом раунде Мировой лиги сезона-2016/17, которая проходила в июне-июле 2016 года в Суве и где соломонские хоккеистки заняли 3-е место. Играла в поле, провела 6 матчей, забила 4 мяча (три в ворота сборной Тонга, один — Фиджи). Стала лучшим снайпером команды и поделила 8-10-е места в гонке снайперов турнира. По словам Сикомеа, хоккеистки Соломоновых Островов испытали проблемы с переходом на непривычное искусственное покрытие.
В дальнейшем не выступала за сборную страны.